# Arachnopusia admiranda
Arachnopusia admiranda är en mossdjursart som beskrevs av Moyano 1982. Arachnopusia admiranda ingår i släktet Arachnopusia och familjen Arachnopusiidae. Inga underarter finns listade i Catalogue of Life.